# Аль-Мухтади ибн аль-Хади
Муха́ммад (I) аль-Мухтади́ (араб. محمد المهتدي‎; 1109—1158) — 21-й исмаилитский-низаритский имам.
Согласно исмаилитской историографии, аль-Мухтади (Праведный) был старшим сыном 20-го низаритского имама аль-Хади, который около 1094 года перебрался из Египта в Персию, недалеко от региона вокруг Аламута. Здесь он находился под защитой низаритских лидеров Хасана ибн Саббаха и Кийи Бузург-Умида.

## Биография
Сообщается, что Мухаммад ибн Али по прозвищу аль-Мухтади родился в 1109 году в замке Ламбсар. Аль-Мухтади был первым низаритским-исмаилитским имамом, родившимся в Персии. Он стал имамом низаритов-исмаилитов после смерти своего отца, имама аль-Хади, в 530 году хиджры. Его первым шагом было перенести свою штаб-квартиру в крепость Аламут, и он сосредоточился на развитии исмаилитской армии (Фидаи), чтобы иметь возможность защищать исмаилитские крепости от захватчиков. Аббасидский халиф Ар-Рашид Биллах пришёл, чтобы напасть на исмаилитские крепости в июне 1138 года, но был перехвачен фидаинами и убит.
Существует хорошо документированное письмо от имама аль-Мухтади к своим последователям, адресованное сирийской исмаилитской общине низаритов, в котором он подтверждает, что он внук имама Низара, и где он также назначает Зена ибн Абу Ильфаргина главным даи Сирии и рекомендует последователям отказаться от ненависти и жить в единстве и солидарности. 
Имам аль-Мухтади также заботился о лошадях, которых разводил его отец в крепости Ламбсар. Сообщается также, что он несколько раз посещал близлежащие замки в Рудбаре.

## Смерть
Имам аль-Мухтади умер в 552/1157 году в возрасте 52 лет. Он передал должность имамата своему старшему сыну аль-Кахиру.